# 张依涛
张依涛（1966年7月—），男，汉族，湖北京山人，中华人民共和国政治人物。

## 生平
1986年加入中国共产党。1989年毕业于华中理工大学（现华中科技大学）新闻系。1997年至1999年于中央党校经济管理专业本科函授学习。历任京山县石龙区团委书记，共青团京山县委副书记，京山县三阳镇党委副书记，京山县孙桥镇党委副书记、镇长，荆州市沙市区委常委、区政府副区长，荆州市沙市区委常委、区纪委书记，荆州市沙市区委副书记、区长。
2005年12月，任湖北省水利厅副厅长、党组成员。2006年10月，任孝感市委常委、纪委书记。2011年11月，任湖北省纪委常委。2012年6月，任湖北省纪委常委、秘书长。其间于2012年至2014年在武汉轻工大学研究生学习。2015年8月，任湖北省纪委副书记。2016年6月，任荆门市委副书记、市政府代理市长、党组书记，同年7月去代转正。2017年11月，任湖北省粮食局党组书记、局长。